# Perioculodes aequimanus
Perioculodes aequimanus is een vlokreeftensoort uit de familie van de Oedicerotidae. De wetenschappelijke naam van de soort is voor het eerst geldig gepubliceerd in 1880 door Korssman.